# شين مون-سن
شين مون-سن (هانغل: 신문선) هو لاعب كرة قدم كوري جنوبي في مركز الهجوم، ولد في 11 مارس 1958 في آنسيونغ في كوريا الجنوبية. لعب مع جيجو يونايتد ونادي بوسان أي بارك.

## وصلات خارجية
- شين مون-سن على موقع دوري كوريا الجنوبية (الإنجليزية)